# ساموسادکا
ساموسادکا (انگلیسی: Samosadka) یک شهرک در شهرستان بیرسکی باشقیرستان کشور روسیه است.